# Michael Keane (voetballer)
Michael Vincent Keane (Stockport, 11 januari 1993) is een Engels-Iers voetballer die doorgaans als verdediger speelt. Hij tekende in juli een contract tot medio 2022 bij Everton, dat hem overnam van Burnley. Keane debuteerde in 2017 in het Engels voetbalelftal.

## Clubcarrière
Keane stroomde in 2011 door vanuit de jeugd van Manchester United. Dat verhuurde hem vervolgens aan achtereenvolgens Leicester City, Derby County en Blackburn Rovers, tijdens zijn dienstverbanden allemaal actief in de Championsip. Keane maakte op 24 augustus 2014 zijn debuut in de Premier League voor Manchester United, als invaller tegen Sunderland. Dat bleef zijn enige competitiewedstrijd voor de club, waarvoor hij ook vier keer uitkwam in de League Cup.
Manchester verhuurde Keane in september 2014 voor een half jaar aan Burnley, dat hem vervolgens definitief vastlegde. De club en hij degradeerden dat jaar uit de Premier League. Keane was basisspeler in het team dat in het seizoen daarna kampioen werd in de Championship en zo terugkeerde op het hoogste niveau. Hij speelde in drie seizoenen negentig competitiewedstrijden voor Burnley, waarvan 66 in de Premier League.
Keane tekende in juli een contract tot medio 2022 bij Everton, de nummer zeven van Engeland in het voorgaande seizoen. Dat betaalde een bedrag voor hem dat inclusief bonussen kon oplopen tot circa €34.175.000,-. Daarmee was hij een recordaankoop voor de Noord-Engelse club. Coach Ronald Koeman gebruikte hem van begin af aan als basisspeler. Dat bleef hij ook in de daaropvolgende seizoenen onder Koemans opvolgers. Keane kwam in het seizoen 2017/18 voor het eerst in zijn carrière uit in een Europees clubtoernooi, de Europa League.

## Clubstatistieken
| Seizoen | Club              | Competitie     | Competitie | Competitie | Beker | Beker | Internationaal | Internationaal | Totaal | Totaal |
| Seizoen | Club              | Competitie     | Wed.       | Dlp.       | Wed.  | Dlp.  | Wed.           | Dlp.           | Wed.   | Dlp.   |
| ------- | ----------------- | -------------- | ---------- | ---------- | ----- | ----- | -------------- | -------------- | ------ | ------ |
| 2011/12 | Manchester United | Premier League | 0          | 0          | 1     | 0     | 0              | 0              | 1      | 0      |
| 2012/13 | Manchester United | Premier League | 0          | 0          | 2     | 0     | 0              | 0              | 2      | 0      |
| 2012/13 | → Leicester City  | Championship   | 22         | 2          | 3     | 1     | —              | —              | 25     | 3      |
| 2013/14 | → Derby County    | Championship   | 7          | 0          | 1     | 0     | —              | —              | 8      | 0      |
| 2013/14 | → Blackburn       | Championship   | 13         | 3          | 0     | 0     | —              | —              | 13     | 3      |
| 2014/15 | Manchester United | Premier League | 1          | 0          | 1     | 0     | —              | —              | 2      | 0      |
| 2014/15 | Burnley           | Premier League | 21         | 0          | 2     | 0     | —              | —              | 23     | 0      |
| 2015/16 | Burnley           | Championship   | 44         | 5          | 2     | 0     | —              | —              | 46     | 5      |
| 2016/17 | Burnley           | Premier League | 35         | 2          | 4     | 0     | —              | —              | 39     | 2      |
| 2017/18 | Everton           | Premier League | 30         | 0          | 1     | 0     | 7              | 1              | 38     | 1      |
| 2018/19 | Everton           | Premier League | 33         | 1          | 2     | 0     | —              | —              | 35     | 1      |
| 2019/20 | Everton           | Premier League | 31         | 2          | 3     | 0     | —              | —              | 34     | 2      |
| 2020/21 | Everton           | Premier League | 35         | 3          | 6     | 1     | —              | —              | 41     | 4      |
| 2021/22 | Everton           | Premier League | 32         | 3          | 6     | 0     | —              | —              | 38     | 3      |
| 2022/23 | Everton           | Premier League | 12         | 1          | 2     | 0     | —              | —              | 14     | 1      |
| 2023/24 | Everton           | Premier League | 9          | 1          | 3     | 0     | —              | —              | 12     | 1      |
| Totaal  | Totaal            | Totaal         | 325        | 23         | 39    | 2     | 7              | 1              | 371    | 26     |

## Interlandcarrière
Keane debuteerde op 22 maart 2017 in het Engels voetbalelftal. Bondscoach Gareth Southgate gaf hem toen een basisplaats als linksback in een met 1–0 verloren oefeninterland in en tegen Duitsland. Hij kreeg daarna ook een paar keer speeltijd in kwalificatiewedstrijden voor het WK 2018, maar behoorde niet tot Southgates selectie voor het toernooi zelf. Keane maakte op 25 maart 2019 zijn eerste interlanddoelpunt. Hij bracht Engeland toen op 1–1 in een met 1–5 gewonnen kwalificatiewedstrijd voor het EK 2020 in en tegen Montenegro.

## Erelijst
| Kampioen Championship | 1x | 2015/16 |